# Александер фон Гумбольдт
Фрі́дріх Ві́льгельм Ге́нріх Алекса́ндер фон Гу́мбольдт (нім. Friedrich Wilhelm Heinrich Alexander von Humboldt, 14 вересня 1769, Берлін — 6 травня 1859, Берлін) — німецький барон, науковець-енциклопедист, фізик, метеоролог, географ, ботанік, зоолог, мандрівник, молодший брат науковця Вільгельма фон Гумбольдта. Член Берлінської (1800), Прусської і Баварської академій наук; почесний член Петербурзької академії наук (1818).
Наукові інтереси Гумбольдта були надзвичайно різноманітними. Своїм основним завданням він вважав «збагнення природи як цілого й збір свідчень про взаємодію природних сил». За широту наукових інтересів сучасники називали його «Арістотелем XIX століття». Виходячи із загальних принципів і застосовуючи порівняльний метод, він створив такі наукові дисципліни, як фізична географія, ландшафтознавство, екологічна географія рослин. Завдяки його дослідженням було закладено наукові основи геомагнетизму. Приділяв велику увагу вивченню клімату, розробив метод ізотерм, склав карту їхнього розподілу і фактично дав обґрунтування кліматології як науки. Детально описав континентальний і приморський типи клімату.

## Біографія

### Сім'я
Батько Гумбольдта — Олександр Георг — був прусським офіцером, якого за заслуги в Семирічній війні призначили камергером спадкового принца. Одружившись з Марією Єлизаветі фон Голведе, він отримав двох синів: Вільгельма (22 червня 1767) і Олександра (1769). Також його братом по матері, від першого шлюбу, був недоумкуватий Фердинанд фон Голведе (1763–1817). Хрещеними батьками у Олександра при хрещенні в кафедральному соборі Берліна були: майбутній король Пруссії Фрідріх Вільгельм II, герцог Фердинанд фон Брауншвайг і міністр Барон фон Фінкенштайн.

### Освіта
Олександр і Вільгельм насолоджувалися чудовою домашньою освітою відомих вчителів, і хоча Олександра вважали проблемною дитиною, що не любить навчання, він виявляв інтерес до природи і мав художній талант. Освіта братів Гумбольдтів перебувала під великим впливом Просвітництва, Канта і Руссо. Їхніми вихователями були відомі науковці: Кампе, Кунт, Енгель, Дом, Леффлер.
У 1785 році познайомився з Ніколаі, Мендельсоном.
У 1787 році Гумбольдт вступив до університету Франкфурта-на-Одері, де вивчав економіку та фінанси. До того ж він відвідував лекції з медицини, фізики, математики та науці про стародавній світ. Відвідував курси Йоганна Блуменбаха.
З 1788 року він у Берліні, вивчав грецьку мову, технологію і ботаніку, останню під керівництвом німецького ботаніка К. Л. Вільденова.
Весною 1789 року вирушив до Геттінгенського університету, де читали лекції Генріх Гейне, Авраам Кестнер, Георг Ліхтенберг, Йоганн Ейхгорн. Класична література, історія, природознавство, математика цікавили Гумбольдта однаковою мірою. Гейне відкрив у ньому тягу до археології. Під його впливом Гумбольдт написав свій перший твір «Про тканини греків», який залишився ненадрукованим. У тому ж 1789 році здійснив подорож по Німеччині. У Геттінгенському університеті Гумбольдт залишався до 1790 року. До того часу належить його перша геологічна робота «Про рейнські базальти» (Mineralogische Beobachtungen über einige Basalte am Rhein. Brunswick, 1790).
У березні 1790 року він почав першу подорож за межі німецьких земель в товаристві свого друга Георга Форстера по Рейну, звідти — в Англію і Францію (тиждень пробув у Парижі). Ця поїздка зародила в ньому пристрасть до подорожей і відвідування далеких тропічних країн. Після цієї екскурсії вступив до торговельної академії в Гамбурзі, де вивчав нові мови і комерцію, займаючись у той же час ботанікою і мінералогією. Результатом цих занять стало кілька дрібних ботанічних робіт, серед яких — відкриття прискорювальної дії хлору на проростання насіння.
Бажання ближче ознайомитися з геологією привело Гумбольдта в 1791 році у Фрайберг, де викладав А. Г. Вернер. У Єні під керівництвом Христіана Лодера він вивчав анатомію. Ф. фон Зах і Й. Келлер дали йому основи астрономії і навчили користуватися науковими інструментами. Навчався також у Торговельній академії Бюсе. Опублікував свої перші роботи: «Мінералогічні спостереження деяких базальтів Рейну», а також статтю в Хімічних анналах. У серпні відвідав Богемію.
У 1792 році його навчання закінчилося і він повернувся до Берліна. Здібності його тепер проявилися в повному блиску. Мав широкі і різнобічні знання не тільки з природознавства, але й з історії, юридичних наук, класичної літератури, знав кілька мов. До цього треба додати повну матеріальну забезпеченість.

### Зрілість
У 1792 році Гумбольдт обійняв посаду обер-бергмейстера в Ансбасі і Байройті. Заняття, пов'язані з цією посадою, цілком гармоніювали з бажаннями Гумбольдта. Він ревно взявся за нові заняття, намагався заохочувати і розвивати гірничу промисловість, вивчав її історію за архівними документами, відновив занедбані копальні у Гольдкронасі, влаштував школу гірничої справи в Штебені, займався вивченням газів, що нагромаджується в шахтах, і намагався винайти безпечну лампу і дихальну машину для вживання в тих випадках, коли в шахті нагромаджується багато вуглекислоти або інших шкідливих для дихання газів.
У 1792–1794 роках здійснює численні інспекційні поїздки по землях Німеччини.
Паралельно з цими практичними заняттями йшли вчені дослідження: статті та замітки з геології в різних журналах, флора криптогам Фрейберга (лат. Florae Fribergensis Specimen, 1793), «Афоризми з хімічної фізіології рослин» — резюме дослідів Гумбольдта з питань про подразливості рослинних тканин, живлення і дихання рослин. До цього ж періоду належать дослідження над тваринною електрикою, оприлюднені трохи пізніше під заголовком «Досліди над роздратованими мускульними і нервовими волокнами» (нім. Versuche über die gereizte Muskel-und Nervenfaser. Berlin, 1797). Частина дослідів була ним проведена над собою за сприяння доктора Шалдерна: об'єктом дослідження слугувала спина Гумбольдта.
У цих роботах уже проявилися характерні риси Гумбольдта як науковця: прагнення відшукати спільну основу різнорідних з першого погляду явищ, недовіра до метафізичних принципів (у «Афоризмах …» він ще стоїть за життєву силу, що діє всупереч законам фізики; але вже в дослідженнях про тваринну електрику викладає цілком раціональний погляд на життя, що встановився в науці тільки в 1830-х-1840-х роках), проникливість генія, випереджаючого свій час (погляди його на електричні явища в тваринних тканинах підтвердилися 50 років по тому в роботах Е. Дюбуа-Реймона; думка про роль мінеральних солей, як необхідного складового елементу в їжі рослин, затвердилося в науці тільки після робіт Н. де Соссюра і Ю. фон Лібіха). Тоді ж сформував свій головний напрямок у науці — фізичний опис світу; в 1796 він написав:
|  | Я маю на увазі фізику світу, але чим більше відчуваю її необхідність, тим ясніше бачу, як хиткі ще підстави для такої будівлі. |

«Фізика світу» — зведення цілого ряду наук, з яких деякі були створені самим Гумбольдтом. Нарешті, прагнення передати наукові висновки в художній, образній формі (плодом якого з'явилися згодом «Картини природи» і «Космос») виявилося у статті «Про Родоського генія» (нім. Die Lebenskraft, oder der rhodische Genius) — чудово написаному, але досить химерному алегоричному зображенні «життєвої сили» (надруковано в журналі «Die Horen» Шиллера в 1795 році).
Зв'язки Гумбольдта з особами вищої адміністрації, відносини з двором, з наслідним принцом, що особисто знав і цінував обох братів Гумбольдтів, — все це нерідко змушувало його брати участь у справах держави. 1794 року він супроводжував Гарденберга, який їздив у Франкфурт-на-Майні для переговорів з голландськими та англійськими уповноваженими. Після укладення Базельського миру Гумбольдт був посланий до Моро, французького головнокомандувача, для переговорів щодо володінь Гогенлое (прусський уряд боявся спустошення їх французами) і виконав доручення з успіхом.

## Мандрівки
1796 року померла його мати, і разом з цим зникла головна перешкода його планам на подорож, тому що мати не хотіла відпускати його в далекі країни. Негайно по її смерті Гумбольдт вийшов у відставку і, отримавши свою частину спадщини — близько 85 000 талерів, став готуватися до подорожі.
Час тоді був не зовсім сприятливий для великих експедицій. Експедиція навколо світу, що споряджалася Директорією, в якій Гумбольдт хотів взяти участь, була відкладена внаслідок фінансових негараздів Франції; приєднатися до експедиції французьких учених у Єгипет йому не вдалося, тому що поразка французького флоту при Абукірі розірвала відносини Франції з Александрією. Так минуло чотири роки, протягом яких Гумбольдт жив в Єні, Зальцбурзі та Парижі.
Париж сподобався йому і назавжди залишився його улюбленим містом. Він познайомився і потоваришував з найвизначнішими натуралістами і математиками того часу і придбав величезну популярність у французькому суспільстві.

### Друге відкриття Америки
Особливо близько зійшовся він з Еме Бонпланом, молодим ботаніком, що теж мріяв про подорож. Нарешті, в Мадриді Гумбольдту вдалося отримати дозвіл відвідати і дослідити іспанські володіння в Америці. Все-таки скористатися дозволом виявилося досить важко: порт Ла-Корунья, звідки Гумбольдт і Бонплан мали намір відплисти до Америки, був блокований англійськими кораблями. Нарешті сильна буря змусила англійські кораблі віддалитися від берега, і корвет «Пісарро», на якому вирушали Гумбольдт і Бонплан, вночі 5 червня 1799 року залишив Корунью і щасливо минув англійські судна.
Матеріал для досліджень представився в достатку з перших же днів. Морські течії, морські тварини і рослини, фосфоресценція моря тощо — все це було ще ледь заторкнуте наукою. Мандрівники відвідали насамперед Канарські острови, де пробули 6 днів. Тут при спостереженні різних рослинних поясів піка Тейде, що змінювали один одного з висотою, у Гумбольдта з'явилася думка про зв'язок рослинності з кліматом, покладена ним в основу ботанічної географії.
До кінця плавання епідемія, що спалахнула на кораблі, змусила їх висадитися раніше, ніж вони припускали: в Кумані, на березі Венесуели, 16 липня 1799 року.
Багатство і різноманітність тропічної природи вразило їх. З Кумани (він перебував там 7 серпня 1799 року) вони зробили ряд екскурсій у сусідні місцевості, а потім вирушили до Каракаса, де пробули два місяці, звідси — у Апуре, на однойменній річці, по якій хотіли спуститися в Оріноко, піднятися до її верхів'я і переконатися, чи точно система Оріноко з'єднується з системою Амазонки. У Апуре мандрівники найняли пірогу з п'ятьма індіанцями і вирушили далі водою. Переконавшись у з'єднанні річкових систем Оріноко і Амазонки за допомогою протоки Кассіквіаре, Гумбольдт і Бонплан спустилися по Оріноко до Ангостура (нині Сьюдад-Болівар), головного міста Гвіани (нині у складі Венесуели).

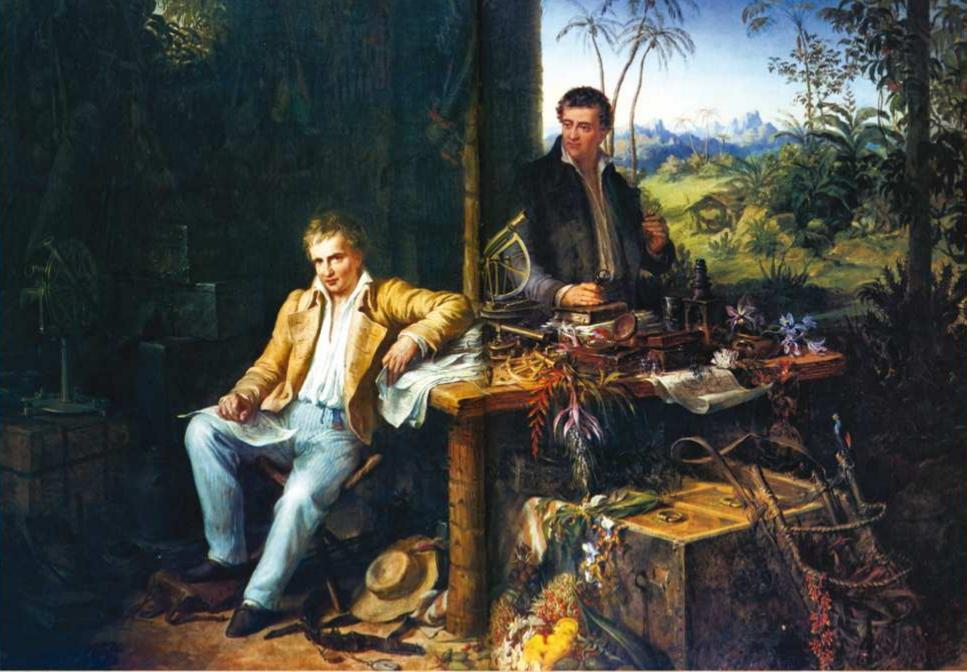
Гумбольдт і Бонплан в амазонських джунглях. Картина Едуарда Ендера, 1850. Бранденбурзькі Академія наук, Берлін.

Гумбольдт писав Вільденову: Протягом чотирьох місяців ми ночували в лісах, оточені крокодилами, боа і тиграми (які тут нападають навіть на човни), харчуючись тільки рисом, мурахами, маніоком, пізангом, водою Оріноко і зрідка мавпами… У Гвіані, де доводиться ходити з закритою головою і руками внаслідок безлічі москітів, що переповнюють повітря, майже неможливо писати при денному світлі. Тому всі наші роботи доводилося здійснювати при вогні, в індіанській хатині, куди не проникає сонячне проміння.
З Ангостура мандрівники вирушили до Гавани, де пробули кілька місяців, вивчаючи природу і політичний стан Антильських островів; звідси переправилися до Бразилії і, присвятивши досить довгий час вивченню плато Санта-Фе, вирушили в Кіто через прохід Квіндіу в Кордильєрах. Це був виснажливий і небезпечний перехід: пішки, по вузьких ущелинах, під проливним дощем, без взуття, яке швидко зносилося.

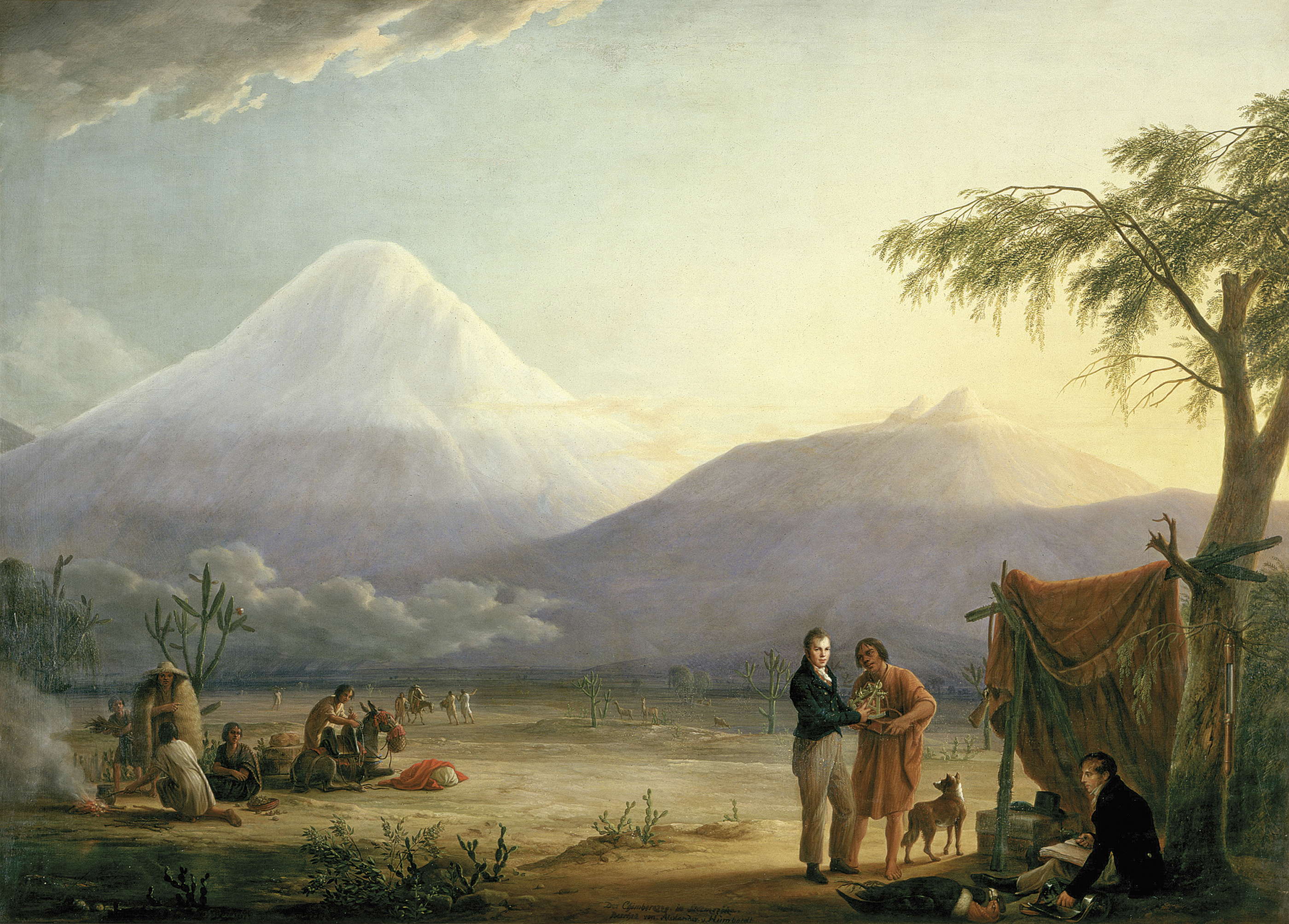
Гумбольд і Бонплан на тлі Чимборасо. Робота Фрідріха Георга Вейтша (Friedrich Georg Weitsch, 1810)

Як би не було, в січні 1802 року мандрівники досягли Кіто. У цій частині Америки вони залишалися близько року, вивчаючи зі всіляких точок зору її багату природу. Гумбольдт піднімався на вулкани Пічинчу, Котопахі, Антізану і інші і на Чимборасо (6 310 м — світовий рекорд для того часу).
З Південної Америки мандрівники вирушили до Мексики, де провели близько року. Гумбольдт визначав географічне становище різних пунктів, вивчав діяльність вулканів — в тому числі знаменитого Хорульо, що утворився в 1755, — зробив безліч барометричних вимірювань, досліджував піраміди і храми древніх мешканців Мексики — ацтеків і тольтеків, вивчав історію і політичний стан країни. Він першим видав у 1810 році ацтекський рукописний Кодекс Теллеріано-Ременсіс.
Нарешті, 9 липня 1804 року, після майже п'ятирічного перебування в Америці, Гумбольдт і Бонплан відплили до Європи і 3 серпня того ж року висадилися в Бордо.
Результати їхньої подорожі були величезні. До Гумбольдта тільки один пункт у межах Південної Америки — Кіто — був точно визначений астрономічно; геологічна будова її була зовсім невідома. Гумбольдт визначив широту і довготу багатьох пунктів, зробив близько 700 гіпсометричних вимірювань, тобто усвідомив орографію місцевості, досліджував її геологію, зібрав масу даних про клімат країни і вказав її відмітні риси.
Науковці зібрали величезні ботанічні та зоологічні колекції — одних рослин близько 4000 видів, у тому числі 1800 нових для науки.
Було доведено з'єднання систем Амазонки і Оріноко, визначено напрямок деяких гірських хребтів і відкриті нові (наприклад, Анди Паріми); з'ясовано в загальних рисах розподіл гір і низовин; нанесена на карту морська течія вздовж західних берегів Америки, названа «Гумбольдтовою».
Не були залишені без уваги і етнографія, історія, мови, політичний стан відвіданих країн: по всіх цих предметах зібрано масу матеріалу, розробленого згодом частково самим Гумбольдтом, частково — його співробітниками.
Словом, подорож Гумбольдта та Бонплана справедливо називають другим — науковим — відкриттям Америки.

## Особисте життя
Гумбольдт ніколи не був одружений. Хоча він дружив з багатьма жінками, проте його невістка Кароліна фон Гумбольдт стверджувала: «Ніщо ніколи не матиме великого впливу на Александра, якщо не йтиме від чоловіків». У нього було багато міцних дружніх стосунків з чоловіками, а часом і романтичні стосунки з ними.
Будучи студентом, він захопився Вільгельмом Габріелем Вегенером, студентом-теологом, і написав низку листів, у яких висловлював свою «палку любов». У 25 років він зустрів Рейнгардта фон Гефтена (1772—1803), 22-річного лейтенанта, з яким жив і подорожував два роки, і якому написав у 1794 році: «Я живу лише тобою, мій дорогоцінний Рейнгардте». Коли фон Гефтен заручився, Гумбольдт благав про можливість залишитися жити з ним та його дружиною: «Навіть якщо ти змушений відмовити мені, ставитися до мене холодно та зневажливо, я все одно хотів би бути з тобою… любов, яку я відчуваю до тебе, — це не просто дружба чи братерська любов, це поклоніння».
Його супутником у подорожах по Америці протягом п'яти років був Еме Бонплан, а в Кіто у 1802 році він зустрів еквадорського аристократа дона Карлоса Монтуфара, який подорожував з Гумбольдтом до Європи та жив у нього. У Франції Гумбольдт подорожував і жив з фізиком та повітроплавцем Жозефом Луї Гей-Люссаком. Пізніше він глибоко подружився з одруженим французьким астрономом Франсуа Араго, з яким зустрічався щодня протягом 15 років.
Гумбольдт одного разу написав: «Я не знаю чуттєвих потреб». Однак, побожний супутник Франсіско Хосе де Кальдас звинуватив його в тому, що він часто відвідував будинки в Кіто, де «панувала нечиста любов», дружив з «непристойними розпусними юнаками», давав волю «ганебним пристрастям свого серця» та залишав його подорожувати з «Бонпланом та його Адонісом» [Монтуфаром].
Гумбольдт успадкував значний статок, але витрати на подорожі, й особливо на видавничу справу (загалом тридцять томів), до 1834 року зробили його повністю залежним від пенсії короля Фрідріха Вільгельма III. Хоча він віддавав перевагу життю в Парижі, до 1836 року король наполіг на його поверненні до Німеччини. Він жив при дворі в Сан-Сусі, а згодом у Берліні зі своїм камердинером Зайфертом, який супроводжував його до Російської імперії в 1829 році.
За чотири роки до смерті Гумбольдт заповів увесь свій статок своєму камердинеру Зайферту, який на той час одружився та облаштував житло поблизу квартири Гумбольдта. Гумбольдт став хрещеним батьком його доньки. Масштаби спадщини завжди викликали припущення, особливо враховуючи те, що Зайферт був приблизно на тридцять років молодший, а введення партнерів з нижчого класу в домогосподарства під виглядом слуг тоді було поширеною практикою.
У 1908 році дослідник сексуальності Пауль Некке зібрав спогади гомосексуалів, зокрема друга Гумбольдта, ботаніка Карла Болле, якому тоді було майже 90 років: частину цього матеріалу Магнус Гіршфельд включив до свого дослідження 1914 року «Гомосексуальність у чоловіків і жінок». Дискусії довкола особистого життя Гумбольдта та можливої гомосексуальності тривають у науковому середовищі, особливо враховуючи те, що попередні біографи зображували його як «переважно асексуальну, христоподібну постать Гумбольдта… придатну на роль національного кумира».

## Нагороди
- Медаль Коплі;
- член Геттінгенської академії наук.

## Названі на честь Гумбольдта

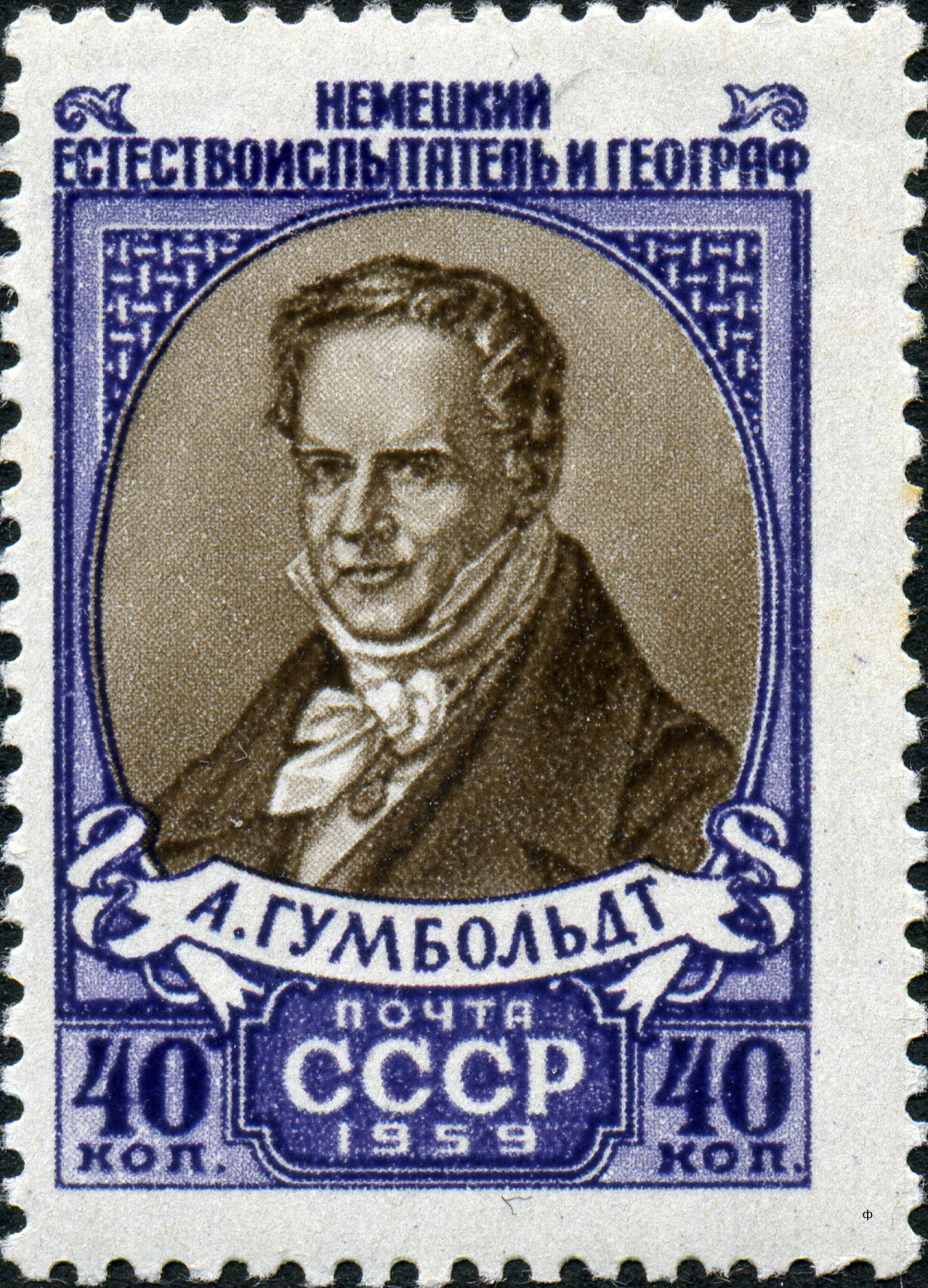
Поштова марка СРСР 1959 року, присвячена Гумбольдту

### Астрономічні об'єкти
- Море Гумбольдта на Місяці[27];
- астероїди 54 Александра та 4877 Гумбольдт.

### Види тварин та рослин
- Перуанський пінгвін (Spheniscus humboldti).
- Кальмар Гумбольдта[en].
- Lilium humboldtii — лілія Гумбольдта.
- Phragmipedium humboldtii — орхідея Гумбольдта.
- Quercus humboldtii — дуб Гумбольдта.
- Conepatus humboldtii — гумбольдтов скунс.
- Annona humboldtii — кремова яблуня Гумбольдта.
- Utricularia humboldtii — рослина.
- Salix humboldtiana — верба Гумбольдта.
- Inia geoffrensis humboldtiana — підвид річкового дельфіна.

### Географічні об'єкти
- Затока Гумбольдта[en] — затока на північному узбережжі Каліфорнії.
- Течія Гумбольдта — холодна поверхнева течія в Тихому океані.
- Льодовик Гумбольдта[en] — найширший припливний льодовик у північній півкулі, розташований у Північно-Західній Гренландії.
- Річка Гумбольдта[en] — річка в Неваді.
- Озеро Гумбольдта[en] — озеро в Неваді.
- Гора Гумбольдта[en] — гора в Колорадо.
- Пік Гумбольдта[en] — гора у Венесуелі.
- Гумбольдтов озерний басейн[en] — озеро в Неваді, що періодично пересихає.
- Східний[en] і Західний хребет Гумбольдта[en] — гірські хребти в Неваді.
- Гумбольдтова свердловина[en] — велика свердловина у Венесуелі.
- Гора Гумбольдта[en] — у Новій Каледонії.
- Гумбольдтові гори[en] — гори в Антарктиці.
- Гумбольдтові гори[en] — гори в Новій Зеландії.
- Водоспади Гумбольдта[en] — комплекс водоспадів у Новій Зеландії.
- Гумбольдтов Редвудс парк[en] — парк штату Каліфорнія.
- Історичний парк «Форт Гумбольдт»[en] — парк штату Каліфорнія.
- Національний парк Алехандро-де-Умбольдт — на Кубі.
- Національний парк Гумбольдта[en] в Перу.
- Гумбольдт-Тоябе національний парк[en] у штаті Невада.

### Населені пункти і округи
- Гумбольдт — місто в штаті Південна Дакота, США.
- Гасієнда Гумбольдта — комунальна земля в штаті Чіуауа, Мексика.
- Гумбольдт — місто в штаті Небраска.
- Гумбольдт — місто в штаті Ілінойс.
- Гумбольдт — місто в штаті Айова.
- Гумбольдт — місто в штаті Тенессі.
- Гумбольдт — місто в штаті Канзас.
- Гумбольдт — місто в штаті Міннесота.
- Деві-Гумбольдт — місто в штаті Аризона.
- Округ Гумбольдт у штаті Каліфорнія.
- Округ Гумбольдт у штаті Невада.
- Округ Гумбольдт у штаті Айова.
- Округ Гумбольдт[en] в провінції Саскачеван, Канада.

### Школи, коледжі та університети
- Гумбольдтський університет Берліна — названий на честь Александера Гумбольдта та його брата, які були фундаторами його.
- Науково-дослідний інститут біологічних ресурсів імені Александера Гумбольдта[en] в Боготі, Колумбія.
- Університет імені Гумбольдта штату Каліфорнія[en] в місті Арката.
- Університет імені Гумбольдта[en] у Каракасі, Венесуела.
- Інтернаціональний університет імені Гумбольдта в Маямі, штат Флорида.
- Гімназія імені Гумбольдта[de] в місті Констанц, Німеччина.
- Монреальська міжнародна школа імені Гумбольдта[en]
- Німецький коледж імені Гумбольдта[en] в Мехіко, Мексика.

### Судна
Земснаряд Alexander von Humboldt.